# Johann von Stietencron

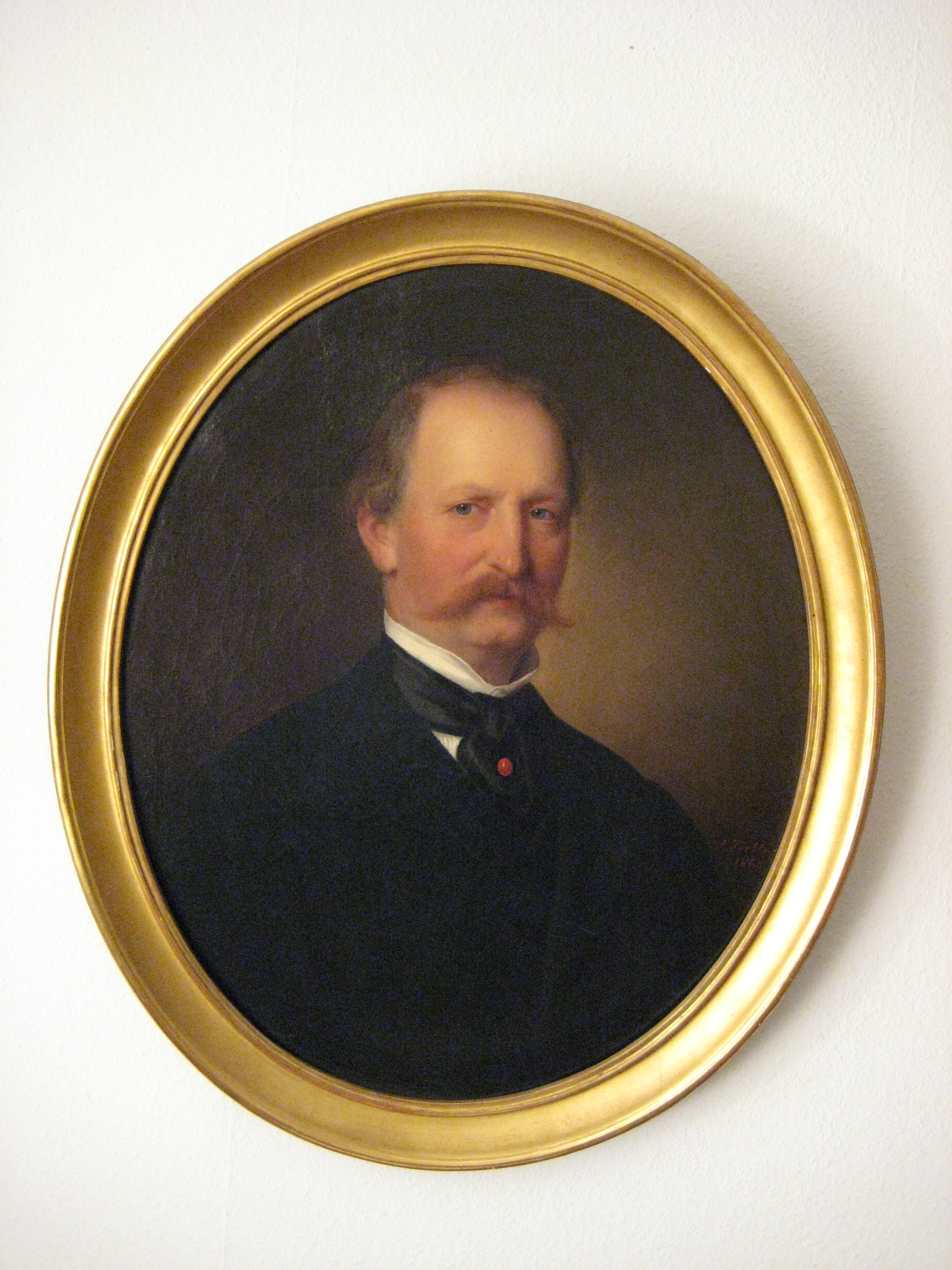
Johann von Stietencron

Johann („Iwan“) Hartwig Georg Philipp Otto Freiherr von Stietencron (* 12. Februar 1811 in Neustadt am Rübenberge; † 15. November 1873 in Schötmar) war Erbherr auf dem Rittergut Schötmar von 1835 bis 1873, Fürstlich Lippischer Kammerherr, Mitglied des Lippischen Landtages und seit 1841 Präsident der Lippischen Ritterschaft.

## Leben
Iwan von Stietencron gehörte zum Adelsgeschlecht Stietencron als jüngster Sohn von Johann Friedrich Carl Gustav von Stietencron. 
Er studierte zunächst ab 1831 an der Universität Heidelberg, wo er Mitglied im Corps Guestphalia wurde. An der Universität Göttingen kam er über seinen Bruder Hermann von Stietencron mit dessen Corpsbruder Otto von Bismarck zusammen und blieb auch über die Studienzeit hinaus mit Bismarck in freundschaftlichen Kontakt.

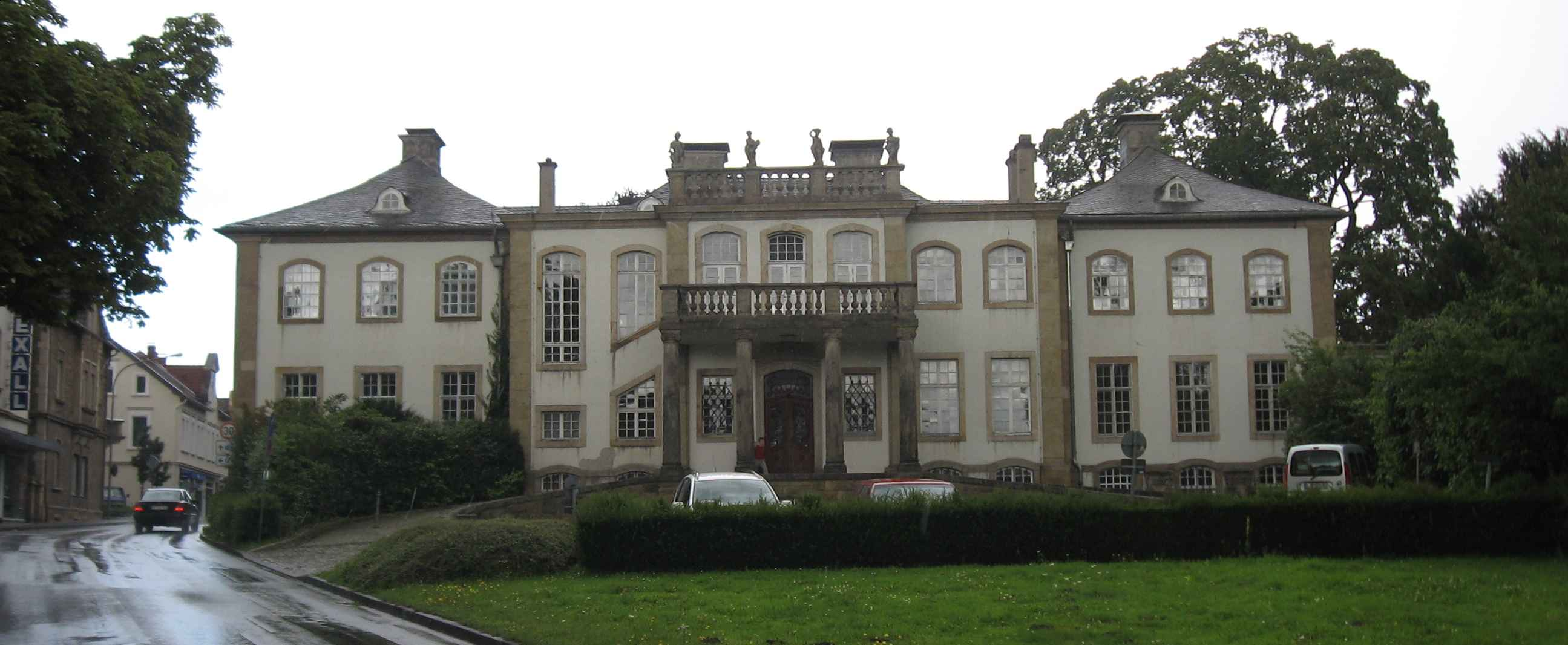
Schloss Stietencron in Schötmar

 1835 erbte er von seinem Vater das Rittergut Schötmar mit Schloss Stietencron im Fürstentum Lippe.
Am 9. September 1841 heiratete Iwan von Stietencron Charlotte Wilhelmine Hermine Catharina, genannt Cathinka, von Freymann (* 3. Juli 1821 in  Groß-Zschachwitz, † 2. Juli 1910 in Schötmar) in Detmold, die Enkelin (und Erbin) des russischen Fürsten Nikolai Abramowitsch Putjatin. Im Laufe der Jahre bereiste das Ehepaar weite Teile Europas. Zusammen hatten sie drei Kinder: Benedicta (* 1842), verheiratet mit Baron Otto  von Uexküll auf  Fickel und Wellenhof bei  Reval in Estland, Iwan Friedrich Hermann Gustav (* 1844; † 22. Dezember 1897) und Hartwig (* 4. Januar 1847; † 30. Dezember 1932), der von 1915 bis 1930 Besitzer des Gutes Schötmar war.
1873 starb Iwan von Stietencron in Schötmar. Er wurde in der Gruft zu Schötmar beigesetzt.

## Werke
Iwan von Stietencron genoss bei  Leopold III. zu Lippe großen Einfluss. Bismarck schrieb über ihn 1854: „Der eigentliche Beherrscher des Fürstentums und des Fürsten zu Lippe scheint jetzt ... Freiherr von Stietencron zu sein, mit dem ich von der Universität befreundet bin.“ (nach K. Wallbaum aus: E. Kittel, Geschichte des Landes Lippe, S. 211)
Er war politisch sehr konservativ. Als Adeliger und Rittergutbesitzer war er besorgt um die gefährdeten ritterschaftlichen und landständischen Rechte. K. Wallbaum zitiert in seinem Buch aus einem Brief an Bismarck: „Hier steht ein ritterlicher Fürst und wenig Edelleute allein gegen eine Rotte und verfechten ihr gutes Recht, das Recht des ganzen Landes gegen eine die Staatsgewalt an sich reißen wollende Dienerschaft und gegen einen den demokratischen Auswurf personifizierenden verabschiedeten Landtag. Das Volk, eine Masse dummer Köpfe, wird dem Sieger zujubeln. Die Dienerschaft hat fast allgemein in Jena studiert, waren Mitglieder der Burschenschaft und suchten die Ideen dieser Pflanzstätte des Satans hier seit 30 Jahren praktisch einzuführen.“
Im Rahmen der Märzrevolution wurde auch im Fürstentum Lippe 1848 das Landtagswahlrecht geändert. Die Vorrechte des Adels endeten, der Landtag wurde in freien und gleichen Wahlen bestimmt. Als Landtagspräsident war Johann von Stietencron ein führender Vertreter der Konservativen. Diese konnten im neuen Landtag jedoch nur 8 bis 9 von 25 Mandaten erringen. Darunter war auch Johann von Stietencron, der das Mandat im 11. Wahldistrikt erhalten hatte. Auf der konstituierenden Sitzung des neuen Landtags am 11. Juni 1849 kandidierte er gegen Franz Hausmann um das Amt des stellvertretenden Parlamentspräsidenten, unterlag aber im zweiten Wahlgang mit 16 zu 8 Stimmen.
Gleichzeitig förderte er die Ausdehnung des Dorfes Schötmar, indem er dringend benötigtes Bauland zur Verfügung stellte. Damit begründete er 1839 die Neue Straße und 1857 die Gartenstraße (heute: Vehrlingstraße).
Er bereicherte den Park des Ritterguts mit seltenen Bäumen und ließ in ihm 1867 eine Familienkapelle mit Mausoleum bauen.

## Dies und Das
Zur Wahl seines Rufnamens Iwan gibt es zwei Überlieferungen.
- Zum einen soll während der Freiheitskriege sein Vater, um die Waffenbrüderschaft mit einem befreundeten russischen Offizier zu besiegeln, ihn in Iwan umbenannt haben und der Russe seinen etwa gleichaltrigen Sohn Iwan in Johann.
- Zum anderen, soll seine Frau Cathinka „Iwan“ als Koseform für ihren Gatten benutzt haben.

Der Vorname Iwan wurde in der Familie von Stietencron zur Tradition.